# 姜黄素
姜黄素是一种从姜黄根茎中提取得到的黄色色素，属酚类色素，结构为二芳基庚烷。它是最主要的姜黄色素（curcuminoid）类物质，约占姜黄色素的70％，约为姜黄的3％～6％。除了姜黄素之外，这一类化合物还包括去甲氧基姜黄素（10～20％）、双去甲氧基姜黄素（10％）和六氢姜黄素等。

## 性质
姜黄素为橙黄色结晶性粉末，有特殊臭味，味稍苦。不溶于水和乙醚，溶于乙醇、丙酮、冰醋酸和丙二醇，微溶于醚带淡绿色荧光。在碱性条件下呈红褐色。酸性条件下呈浅黄色，溶于浓硫酸呈黄红色。可与金属离子（尤其是铁离子）形成螯合物而变色。
从结构上来讲，姜黄素是由两个邻甲基化的酚以及一个β-二酮组成，属于多酚类。这个β-二酮结构有烯醇-酮互变异构，但光谱结果证明姜黄素在固态和溶液中主要是以烯醇式存在。
Kazimierz Kostanecki、J. Miłobędzka 和 Wiktor Lampe 于1910年首先推断出姜黄素的化学结构。
姜黄素可在酸性介质与硼酸或硼酸+草酸结合生成两种有色的络合物玫瑰花青苷（Rosocyanine）和红色姜黄素（Rubrocurcumin），这个反应的检出灵敏度高，可用于土壤中硼的测定，称为姜黄素光度法。

## 制取
可由香草醛与乙酰丙酮进行缩合而得。用无水乙酸乙酯溶解香草醛，然后加入硼酸三丁酯和由乙酰丙酮、三氧化二硼生成的络合物，再滴加正丁胺，滴完搅拌4-5h，放置过夜。次日加入60℃的0.4N盐酸继续搅拌1h，并用50℃水浴保温，使反应完全。分去反应生成物的水层，用水洗涤3-4次，滤出姜黄素，用乙酸乙酯洗涤2-3次得到粗品，用乙醇重结晶得成品。
此外姜黄素也可通过酶法或HPLC法从姜黄中提取得到。

## 用途
姜黄素很早就作为一种天然色素被用到食品工业中（E100）。它对还原剂稳定，着色力强，不易褪色，但对光、热和铁离子敏感。主要用于罐头、肠类制品、酱卤制品的染色。
也用作酸碱指示剂，pH 7.8（黄）－9.2（红棕）。

### 药理作用
姜黄素也有重要的经济价值和广泛的药理作用，如降血脂、抗氧化、抗發炎、抗动脉粥样硬化等。2004年时发现姜黄素能抑制HIV-1整合酶活性而用于艾滋病的临床试验。此外，抗癌是姜黄素的主要药理活性之一，其抑制肿瘤的作用已在许多动物实验中得到反复证实，其具体抗癌机制已成为近期研究热点。
在2014年人体临床试验中，在5-8周里面服用姜黄素的抑郁症病人跟其他服用安慰剂，以及没有进行治疗的病人相比，没有发现有任何改善
此外，多个关于有效性和安全性的研究发现，姜黄素的人体吸收率以及生物可用性很差
薑黃素具有預防糖尿病前症(prediabetes)發展成糖尿病的功效，因為體內慢性發炎反應對於第2型糖尿病的發生和惡化中扮演著重要的角色，研究其機轉是薑黃素透過直接的捕捉ROS，調節細胞訊號傳遞路徑，如jun N-terminal kinase(JNK)、Akt、促進細胞活化蛋白激酶(mitogen-activated protein kinase, MAPK)、細胞外信號調節激酶 (extracellular signal-regulated kinase,ERK)，可減緩IKK α/β (IkB kinase)磷酸化，阻止NF-κB與IκBα (inhibitor of NF-κB)分離，間接降低細胞的發炎反應透過抑制NF-κB的活化，進而抑制體內巨噬細胞浸潤和發炎反應的產生。
學者進行臨床試驗來探討薑黃素對於糖尿病影響，共招募了240名糖尿病前期病人進行雙盲研究測試，受試者分為兩組其中一組人每天攝取6顆250毫克的薑黃素膠囊，另一組則給予安慰劑進行9個月後，薑黃素組共119人沒有人罹患第2型糖尿病，但是安慰劑組別共116人，結果發現其19人罹患第2型糖尿病。因此證實薑黃素能保護胰臟β細胞不受發炎細胞激素和氧化的損害，有效預防糖尿病發生，研究亦證實薑黃素可以減緩細胞激素增加及抑制與捕捉體內自由基產生，其機轉是透過抑制．NO與NF-κB的釋放而減緩體內發炎反應。

### 益生元
姜黄素是一种亲脂性酚类益生元，大肠的肠道菌群可发酵酚类化合物，促使益生菌的增殖、抑制致病菌的繁殖。

## 食用攝取量
薑黃素一日的成人攝取量，建議是以每公斤體重使用0~3mg來計算。在安全考量下，建議每日攝取量在200mg以內，避免攝取過多產生反效果。但也有研究結果顯示薑黃毒性低，餵食劑量大於2.0g/kg小鼠體重，也無明顯不良反應。薑黃素為脂溶性，與油脂一起烹煮會提高吸收率，與黑胡椒一起進食，胡椒鹼亦可提高薑黃素的吸收率。

### 姜黄的成分
- 姜黄素类：姜黄素、去甲氧基姜黄素、双去甲氧基姜黄素、二氢姜黄素、六氢姜黄素
- 揮發油类：α,β-姜黄酮（α,β-tumerone）、姜烯（Zingiberene）、姜黄烯（Curcumene）、芳姜酮（Arturmerone）
- 糖类、甾醇、微量元素等。